# 越南伊斯蘭教

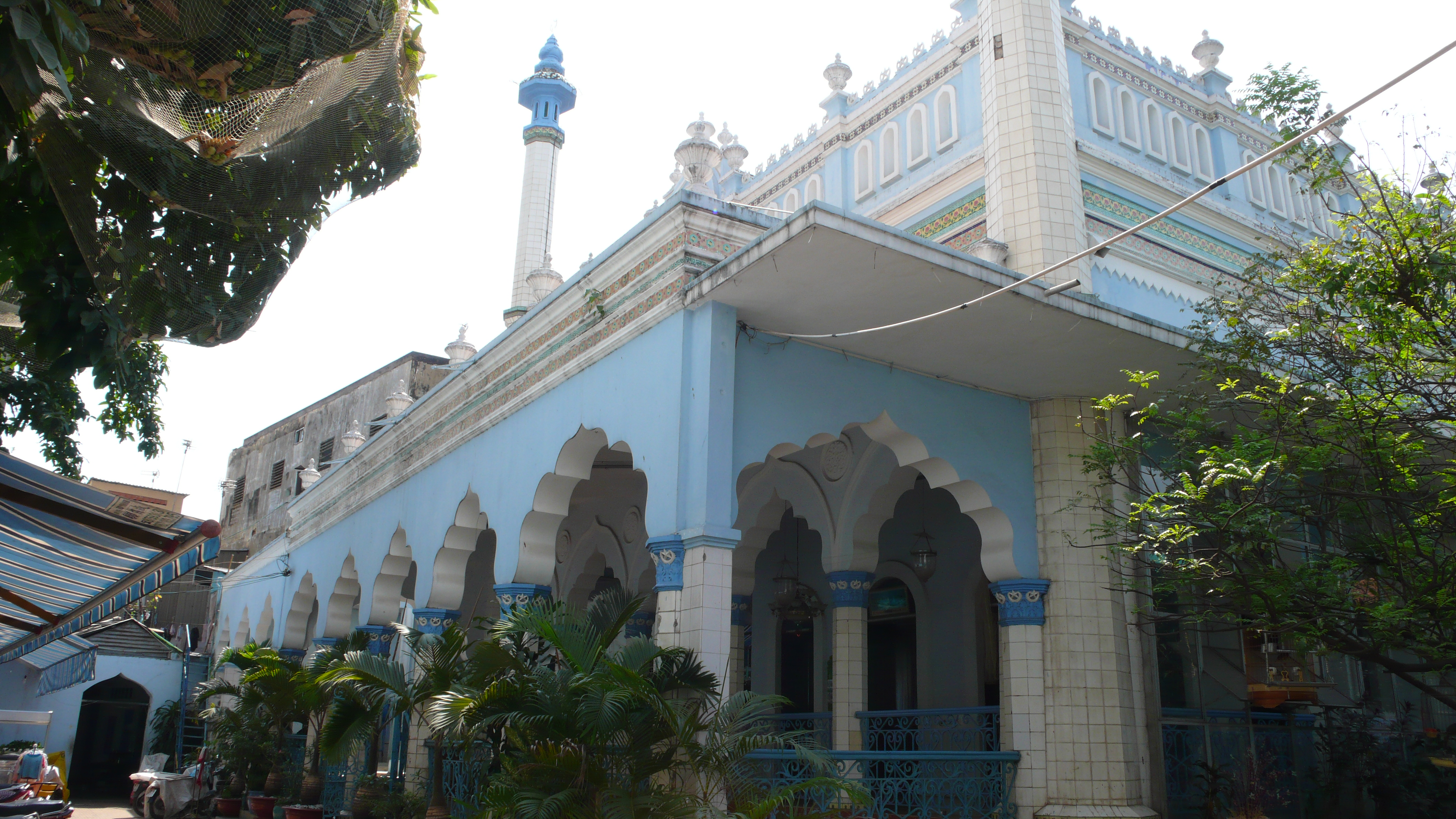
胡志明市的清真寺

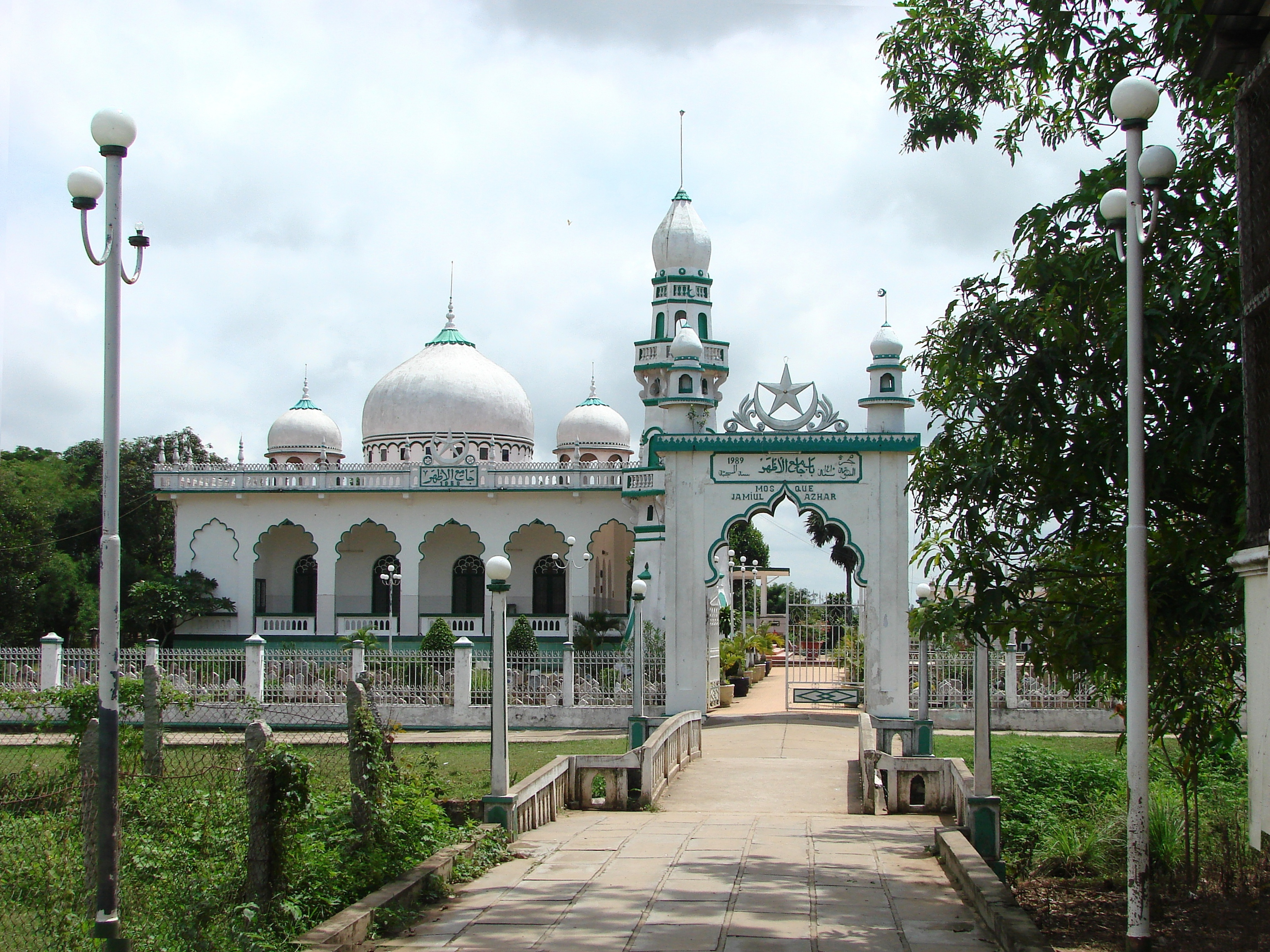
安江省的清真寺

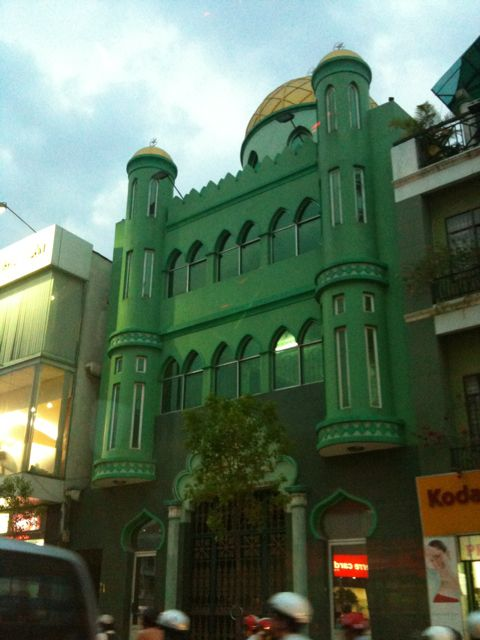
胡志明市Jamiul 穆斯林清真寺

越南信仰伊斯蘭的伊斯蘭教主要是占族，占越南穆斯林人口的三分之二。

## 歷史
傳說在伊斯蘭教第三任哈里發奧斯曼·本·阿凡，已有阿拉伯人來到占城，但他們主要是商人。最早在十一世纪占族才有人信仰伊斯蘭敎。占族人受馬六甲蘇丹國影嚮較多，直到十七世纪中葉才完全接受伊斯蘭教。在1471年占婆王国因被越南後黎朝打敗，占族人受到越南人的大屠殺，被迫四處遷徙。占族人的領地大都被越南人佔領。
1976年越南社會主義共和國成立後，5.5萬多名占族穆斯林移居到馬來西亞。其中很多被接納移民到也門并最終定居塔伊茲。1981年，越南的外國穆斯林才允許和占族土著穆斯林交流，和他們一起祈禱。有關人士稱，占族穆斯林一直受到越南政府的暴力迫害，他們的清真寺被政府關閉，占族人的文化遭到嚴重破壞。現在，在胡志明市的穆斯林不僅有占族人，還有北非人、南亞人、馬來人，人數不少。然而，越南的穆斯林和主流伊斯蘭世界相對保持分離，阿拉伯語在宗教人士中並不普遍，加之缺乏宗教教育，造成伊斯蘭教在越南出現脫離教義的現象，甚至一些當地宗教領袖和穆斯林在祈禱時稱第四任哈里發阿里為神的兒子(違背了認主獨一)。

## 人口統計學
越南1999年4月的人口普查顯示63146穆斯林。超過77％居住在東南地區，只有1％的穆斯林居住在該國其他地區。由於越南政府的系統性歧視和迫害，占族土著穆斯林中很多人是文盲，只有1-3%人入讀大學。

## 官方代表
胡志明市的穆斯林代表委員會成立於1991年才成立，類似機構還成立於2004年在安江省。

## 清真食品和餐館
最近，隨著外國穆斯林遊客不斷增加，特別是從新加坡，印度尼西亞和馬來西亞過來旅遊，河內和胡志明市開了大量的清真餐館。清真餐館和商店也提供越南各地的清真產品，反過來有可能幫助促進在該地區的清真旅遊業，也許有助於恢復越南統治下的占族伊斯蘭教。